# Michalina (Furmaneć)
Michalina, imię świeckie Wałentyna Fedorowna Furmaneć (ur. 26 czerwca 1957 w Sadowym) – ukraińska mniszka prawosławna, przełożona stauropigialnego monasteru św. Anastazji Rzymianki w Żytomierzu.
Urodziła się w rodzinie prawosławnego duchownego Fedora Furmanca i jego żony Raisy. W 1973 ukończyła szkołę dziesięcioklasową, a następnie uzyskała kwalifikacje sekretarki-maszynistki na kursie przy domu oficerskim w Ufie. W czasie uczęszczania na kurs (1975–1976) pracowała równocześnie w rezydencji biskupa ufimskiego Ireneusza. W 1976 została posłusznicą w monasterze Trójcy Świętej w Korcu. W klasztorze wykonywała bieżące prace i śpiewała w chórze. Śluby mnisze w riasę złożyła 11 czerwca 1978 przed biskupem sierpuchowskim Ireneuszem. W latach 1979–1982 pracowała w siedzibie metropolity kijowskiego, następnie przez dwa lata – w kancelarii macierzystego monasteru.
W 1987, po ukończeniu trzyletnich studiów, uzyskała na Leningradzkiej Akademii Duchownej kwalifikacje regentki chóru cerkiewnego. Następnie wróciła do monasteru w Korcu, w którym pracowała w warsztacie rękodzieła, nadal śpiewała w chórze, została także nauczycielką w szkole niedzielnej. Wieczyste śluby mnisze złożyła przed arcybiskupem rówieńskim i ostrogskim w 1991. Od 1998 do 2001 była wykładowczynią szkoły regenckiej przy monasterze, zaś w 2001 objęła obowiązki jej prorektora.
W 2009 mianowana przełożoną stauropigialnego monasteru św. Anastazji w Żytomierzu.